# На бой отиват само старците
„На бой отиват само старците“ (на руски: В бой идут одни старики) е съветски игрален филм от 1973 г. на режисьора Леонид Биков, който разказва за ежедневието на пилотите-изтребители по време на Великата отечествена война.
Издаден през 1974 г., филмът събира 44,3 милиона зрители, като стана четвъртият в боксофиса и единственият в десетте най-касови филма на същата година, посветени на Великата отечествена война. Филмът, режисьорската и актьорската работа са отличени и на републикански и международни филмови фестивали.

## Сюжет
Внимание:  Текстът по-долу разкрива сюжета на произведението (или части от него)!
Действието на филма започва в края на лятото на 1943 г., по време на битката за Днепър.
Бойни летци от втора ескадрила на гвардейския изтребителен авиационен полк се завръщат от боен полет. Липсва само нейният командир – Героят на Съветския съюз гвардейски капитан Титаренко, по прякор „Маестрото“. Когато всички, с изключение на неговия механик Макарич, спират да чакат, защото горивото в резервоарите е свършило преди повече от четиридесет минути, самолет Месершмит, пилотиран от Титаренко, каца на летището. Той наистина е бил свален зад фронтовата линия, но атакуващата в този момент пехота спасява пилота и на фронтовото летище той получава трофеен самолет.
На следващия ден новопристигналите подкрепления се разпределят в полка между ескадрилите. Няколко новодошли, включително лейтенант Александров и младши лейтенанти Щедронов и Сагдулаев, искат да отидат в знаменитата втора ескадрила. Титаренко разпитва всички за техните музикални таланти: втора ескадрила е известна като „Пеещата“ и след бойния ден се превръща в самодеен оркестър, където Титаренко действа като диригент. Шчедронов изпява песента „Смуглянка“ и получава съответния прякор.
Докато се запознават с младото попълнение, се налага старите бойци да излитят, за да пресрещнат голяма група немски бомбардировачи. Начинаещите не трябва да се водят в битка веднага: в Оренбургското летателно училище те са били обучени по ускорена програма и те все още трябва да завършат обучението си да летят и да се научат да се бият.
Всички се връщат на базовото летище, но Маестрото е ядосан: това не е първият път, когато неговият помощник, старши лейтенант Скворцов, напуска битката без заповед. След сериозен разговор се оказва, че след като Скворцов по време на битката при Курск над Понири се сблъсква при фронтална атака с немски изтребител и само по чудо оцелява, подсъзнателно се страхува да влезе в битка. Скворцов моли да го отпишат от авиацията, но Титаренко изгаря доклада си, давайки на приятеля си шанс да коригира ситуацията.
Между полетите втората ескадрила репетира музикални номера; дори Александров, който е отвратен от музиката, се заема да изпълнява партията на дайрето и скоро започва да води репетициите вместо командира.
Новобранците започват да летят. След като Александров разбива самолета при кацане, командирът го наказва, но Александров, сякаш нищо не се е случило, отива да лови скакалци. Титаренко отстранява Александров от полети за неопределено време („Назначете дежурство, вечно дежурство на летището!“). Прякорът „Скакалецът“ е твърдо закрепен към Александров.
Титаренко на заловения „Месершмит“ лети на разузнаване. В негово отсъствие на летището лекият нощен бомбардировач, бипланът U-2, пилотиран от пилотите Зоя и Маша, част от ескадрилата на „Нощните вещици“ прави аварийно кацане. Сагдулаев се влюбва в Маша от пръв поглед и получава от другарите си прякора „Ромео“. Маестрото, завърнал се от разузнавателен полет, потвърждава информацията на партизаните за голяма група немски танкове. Когато младото попълнение (с изключение на „скакалеца“) е вече готово за своето първо сражение, Титаренко отива на повторно разузнаване (германците са маскирали танковете си като купи сено навеси), но на връщане го свалят.
Войниците от пехотата, които смятат Титаренко за германец, който обича да стреля по медицинския батальон, го посрещат „горещо“, но разбират навреме, че фашист няма да отвръща така на съветските войници, които го бият. Връщайки се в полка на кон, Титаренко научава от Макарич, че Смуглянка е убит по време на тренировка по двойки и е свален над летището от немски Фоке-Вулф Fw 190.
След известно време Ромео признава любовта си на Маша.
Титаренко е приет във Всесъюзната комунистическа партия на болшевиките и получава партийна задача: да покаже на младото попълнене с личен пример, че асовете на Херман Гьоринг също може да бъде успешно сваляни. Маестрото предизвиква немците на образцов „рицарски двубой“. Той взема Скворцов за свой помощник и в същото време провежда „педагогически“ експеримент: в самото начало на битката той съобщава, че оръжието му е отказало. Помагайки на приятел, Скворцов за първи път от много време преодолява страха си и дори сваля немски самолет.
Вечерта на същия ден германците извършват нападение на летището, по време на което Кузнечик (Скакалеца), спрян от полети, излита без разрешение, освен това на самолета на Титаренко, и печели първата си въздушна победа, спасявайки полка.
Ескадрилата изнася пореден концерт, на който кани летците от „Нощните вещици“, чийто полк е разположен наблизо. Сергей Скворцов пее песента „Нич яка мисячна“ и в един от следващите полети той умира, правейки „огнен таран“ – насочва горящия си самолет към вражеските железопътни ешелони с вик: „Момчета! Ще живеем!"
Минава още време. Територията на Съветския съюз е почти освободена. Само „старци“ отново влизат в битка, но сред тях вече е Ромео – старши лейтенант и крило на Маестро, и „Скакалец“ – старши лейтенант и командир на втора ескадрила, а самият Титаренко, с чин майор, вече командва полкът. Петнадесет минути преди формирането на полка преди излитането, Ромео се обръща към командира с молба да му бъде позволено да се ожени, тъй като и той, и Маша могат да бъдат свалени всеки момент. Титаренко, не без колебание, дава разрешение и полушеговито упреква последователя за липсата на планшет (резолюцията на доклада с искането трябва да бъде подписана на футболна топка), както самият Титаренко веднъж беше порицан. Нови „жълтоусти“ остават на земята, за да чакат завръщането на по-опитните другари.
Ромео се връща от друга битка тежко ранен, но умира след приземяването на самолета. Когато Маестрото, Макарич и Скакалец идват на летището на женския полк, за да съобщят на Маша тази новина, те научават, че полкът е отлетял, а Маша, заедно с партньора си Зоя, също са загинали. Макарич и Титаренко сядат на гроба на момичетата и обещават да се върнат тук, когато войната свърши, отново да изпеят „Смуглянка“ от началото до края. В края на филма продължава надписът „Посветено на онези, които не се върнаха от бойните полети“ и звучи песента „За този човек“, изпълнена от Лев Лещенко.

## Създатели
- Сценаристи – Леонид Биков, Евгений Оноприенко, Александър Сацки
- Режисьор – Леонид Биков
- Оператор – Владимир Войтенко
- Сценограф: Георгий Прокопец
- Главен консултант – Герой на Съветския съюз, заслужил военен летец на СССР, генерал-лейтенант от авиацията Семьон Харламов
- Режисьор на картината – Иля Фидман, Николай Злочевски

## В ролите
- Леонид Биков – Алексей Титаренко („Маестро“)
- Сергей Пидгорни – Виктор Щедронов („Смуглянка“)
- Сергей Иванов – Александров („Скакалец“)
- Евгения Симонова – Маша
- Олга Матешко – Зоя
- Алексей Смирнов – Макарич
- Рустам Сагдулаев – „Ромео“
- Владимир Талашко – Сергей Скворцов
- Виктор Мирошниченко е командир на полка
- Григорий Гладий – техник на Александров
- Владимир Волков е замполит
- Юрий Саранцев – Васил Васильевич, командир на дивизия
- Дмитрий Миргородски е боец от пехотата
- Александър Милютин е пилот („Можеш ли да го изплашиш!“)
- Алексей Криченков е млад пилот
- Валентин Грудинин е началник на армейското разузнаване
- Вилори Пащенко – Воробьов
- Вано Янтбелидзе – Вано
- Борис Болдиревски е началник-щаб на полка
- Александър Немченко – Иван Федорович
- Алим Федорински – Алябьев
- Владимир Бродски – Колосов
- Виктор Степаненко

## Цветната версия
Украинската компания Traid Entertainment печели търга за възстановяване на цвета на картината през есента на 2008 г. и завърши работата по нея през 2009 г. Игор Лопатьонок, собственикът на Traid Entertainment, ръководи оцветяването. За реставрацията на картината са използвани половин милион гривни частни средства, които са предоставени от народния депутат от Върховната Рада на Украйна от Партията на регионите Нестор Шуфрич. Решаваща роля в създаването на „цветната“ версия на лентата изиграва руският Първи канал, който, както се оказа по-късно, придобива правата за показване и издаване на новата версия на филма на DVD. След създаването на цветната версия през 2009 г. избухна скандал около нея. Авторските права върху филма принадлежат на Националното филмово студио „Довженко“ и семейството на Леонид Биков. Според ръководителя на Държавното кино по това време, Хана Чмил, компанията, която е направила оцветяването на филма, не е контролирала собствеността и авторските права и следователно не е получила лиценз за показване на филма в Украйна. През май 2011 г. Холосиевският районен съд на град Киев, който разгледа делото на дъщерята на режисьора Мариана Бикова, признава, че оцветяването на филма е незаконно и забранява разпространението на цветната версия на лентата. Според решението на съда създателите на цветната версия трябва да се извинят на семейството на Леонид Биков и да платят символична глоба от една гривна.